# Void Cube
Il Void Cube (letteralmente cubo vuoto) è un rompicapo meccanico tridimensionale simile al cubo di Rubik, con l'importante differenza che i “cubetti” centrali sono mancanti, la qual cosa lo rende simile ad una spugna di Menger di livello 1.
Il giunto centrale del cubo di Rubik è pure assente, creando buchi passanti lungo i tre assi spaziali dell'oggetto. A causa del minor volume, il Void Cube utilizza un meccanismo strutturale completamente diverso rispetto al cubo standard, sebbene le mosse possibili siano le medesime.
Questo rompicapo è stato inventato da Katsuhiko Okamoto, mentre la Gentosha Education, in Giappone, ne detiene la licenza di fabbricazione.